# Monistrol de Montserrat
Monistrol de Montserrat là một đô thị trong comarca Bages, tỉnh Barcelona, Catalonia, Tây Ban Nha.

## Biến động dân số
| 1900 | 1930 | 1950 | 1970 | 1986 | 2007 |
| ---- | ---- | ---- | ---- | ---- | ---- |
| 2332 | 3323 | 2999 | 3002 | 2625 | 2903 |